# Bedhead
Pour plus de détails, voir Fiche technique et Distribution.
Bedhead est un court métrage américain réalisé par Robert Rodriguez et sorti en 1991.

## Synopsis
Le jeune David, reconnaissable à ses cheveux en bataille (bedhead en anglais), s'en prend régulièrement à Rebecca, sa petite sœur. Lors d'une dispute avec David, Rebecca tombe sur la tête et s'évanouit. À son réveil, elle découvre qu'elle a désormais des pouvoirs télékinétiques et décide de s'en servir pour se venger de son frère.

## Fiche technique
Sauf indication contraire, les informations mentionnées dans cette section peuvent être confirmées par la base de données cinématographiques IMDb,  présente dans la section « Liens externes ».
- Titre original : Bedhead
- Réalisation : Robert Rodriguez
- Scénario : Bryant Delafosse et Robert Rodriguez, d'après une histoire de David R. Rodriguez et Robert Rodriguez
- Photographie et montage : Robert Rodriguez
- Musique : Todd Fast et Robert Rodriguez
- Production : Sharon Courtney
- Société de production : Los Hooligans Productions
- Société de distribution : Columbia TriStar (États-Unis)
- Budget : n/a
- Pays d'origine :  États-Unis
- Langue originale : anglais
- Format : noir et blanc - 16 mm
- Genre : comédie, fantastique
- Durée : 8 minutes
- Dates de sortie[1] :
  - USA : 19 avril 1991 (Carolina Film and Video Festival)

## Distribution
- Rebecca Rodriguez : Rebecca
- David R. Rodriguez : David
- Tina Rodriguez : The Fashion Monster
- Elizabeth Rodriguez : l'infirmière

## Production
Robert Rodriguez a tourné ce court métrage de 8 minutes alors qu'il était étudiant à l'université du Texas à Austin. Ce sont ses frères et sœurs qui jouent dans le film. Bedhead a été tourné en noir et blanc et en format 16 mm. Les seules paroles sont une narration car Rodriguez n'avait pas le matériel nécessaire pour synchroniser les dialogues. Le film a concouru dans quelques festivals et remporté des prix qui ont permis à Robert Rodriguez de financer El Mariachi. Bedhead figure dans les bonus du DVD d'El Mariachi.

## Distinctions
Source : Internet Movie Database
- Black Maria Film and Video Festival 1991 : meilleur court métrage
- Marin County International Festival of Short Film & Video 1991 : meilleur court métrage
- Atlanta Film Festival 1992 : prix du grand jury du meilleur court métrage
- Charlotte Film & Video Festival 1992 : meilleur court métrage
- WorldFest Houston 1992 : prix Bronze Remi du meilleur court métrage